# Le But de l’être de deux cent cinquante ans
Le But de l’être de deux cent cinquante ans est une œuvre religieuse et historique qui contient des exposés et manuscrits de l'ayatollah Ali Khamenei. Ce livre contient des discours et des déclarations du guide suprême de l'Iran, lié à la vie politico–combative des imams des chiites au cours des différentes périodes.

## Sujet
L’intitulé de ce livre a été extrait des exposés du guide suprême et représente sa vision politique et combative des imams. La source du titre est détaillée dans le préambule du livre. Son contenu vise à rapporter un concept de cheminement ainsi que le but de la vie combative des imams. En cela, il est plus qu’un simple livre historique et va au-delà de l’analyse historique. Au lieu d’expliquer les événements de leur vie, il les clarifie et présente une vue générale de la vie de chacun des infaillibles selon le cours de l’histoire de la période en question et dans la direction de l’unique objectif qui était recherché par ces infaillibles.

## Résumé
Ce livre contient dix-sept chapitres dont la  disposition est faite selon l’ordre historique de la vie des Imams Chiites, de la période de Mahomet jusqu'à la période de l’imam Muhammad al-Jawad, imam Ali al-Hadi et Hasan al-Askari ; l’exposé du guide sur les trois derniers Imams a été présenté dans un seul chapitre.
Le premier chapitre contient un aperçu de la vie politique du prophète. Trois autres chapitres ont été consacrés à l’éclaircissement des conditions sociales et politiques de la société islamique à la période antérieur à l’évènement de Achoura jusqu’à celle de l’Imam Ja'far al-Sâdiq

## Publication
Le livre a été publié pour la première fois en persan par Sahba en 2011, et a été un succès en librairie ainsi qu'à la 28e Foire internationale du livre de Téhéran. Ce livre est traduit en français, anglais et en haoussa par le Centre International d’Ahloul-bayt, et publié au Liban en 2014.